# Javier Manterola
Javier Manterola Armisén est un ingénieur civil espagnol né à Pampelune (Navarre) le 17 juin 1936 et mort le 12 mai 2024 à Tres Cantos (communauté de Madrid).

## Biographie
Javier Manterola a étudié à l'Escuela Técnica Superior de Ingenieros de Caminos, Canales y Puertos. Il est diplômé ingénieur civil en 1962, puis docteur en génie civil en 1964. Il rejoint en 1964 la société Huarte  y  Cía. et passe à l'Instituto  Eduardo Torroja comme chercheur.
En 1966, il fait partie du bureau d'études « Carlos Fernández Casado, S.L » comme ingénieur et associé dans lequel il est toujours présent, devenu président-directeur général.
Javier Manterola est professeur agrégé pour l'enseignement des ponts de l' Escuela Técnica Superior de Ingenieros de Caminos de l'Université polytechnique de Madrid en 1976.
Il est élu académicien à l'Académie royale des beaux-arts Saint-Ferdinand en 2006. Il intègre le Colegio Libre de Eméritos en 2007.
Javier Manterola meurt le 12 mai 2024 à l’âge de 87 ans, à Tres Cantos (communauté de Madrid).

## Quelques ouvrages
- Pont des Tirantes
- Pont de la Ria
- Pont Euskalduna
- Pont ingénieur Carlos Fernández Casado (es)[6]
- Pont de las Delicias
- Passerelle du Volontariat
- Pont Manterola, sur le Galindo
- Tours Colomb
- Pont de la Constitution de 1812, sur la baie de Cadix

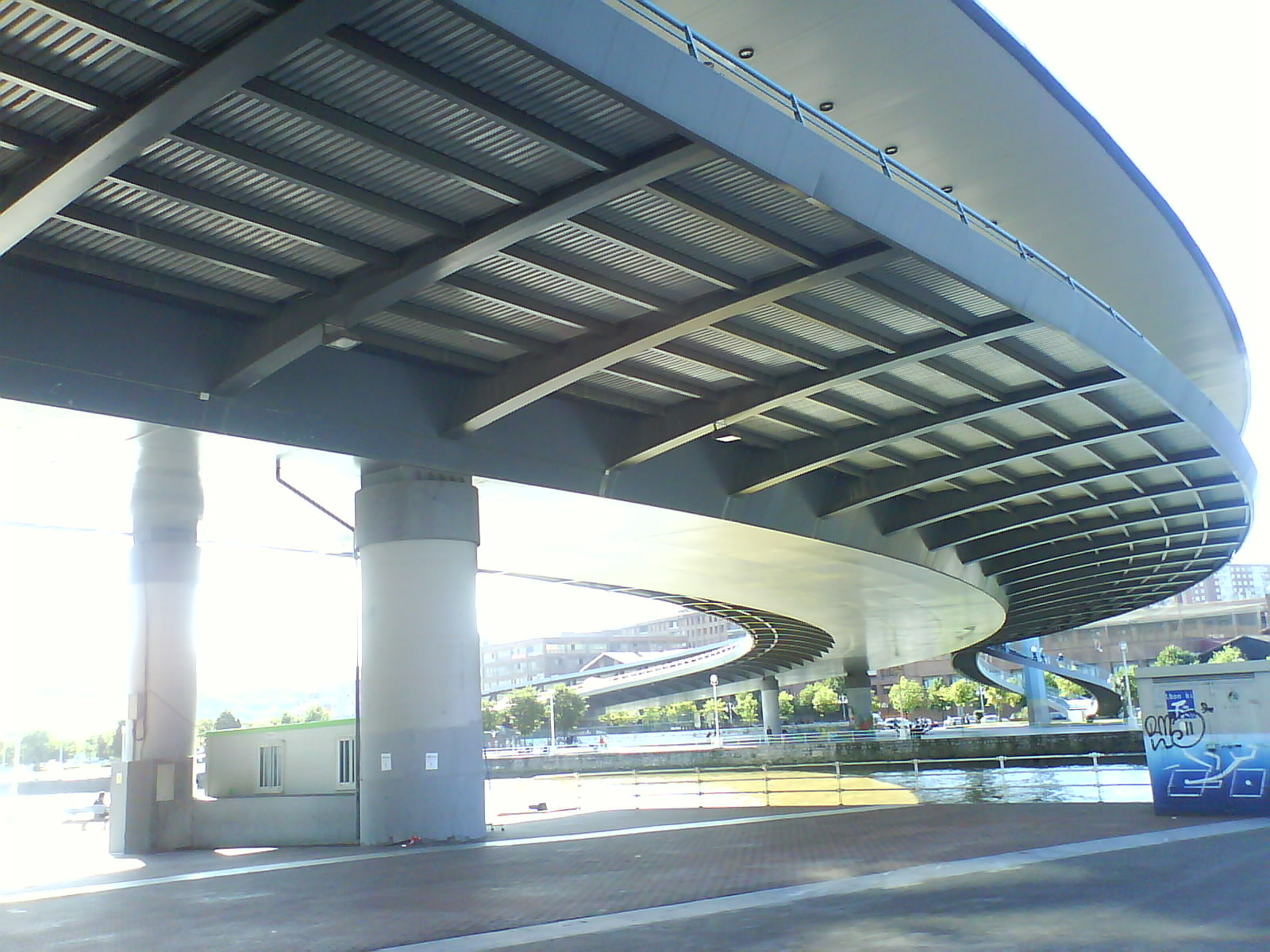
Pont Euskalduna à Bilbao.
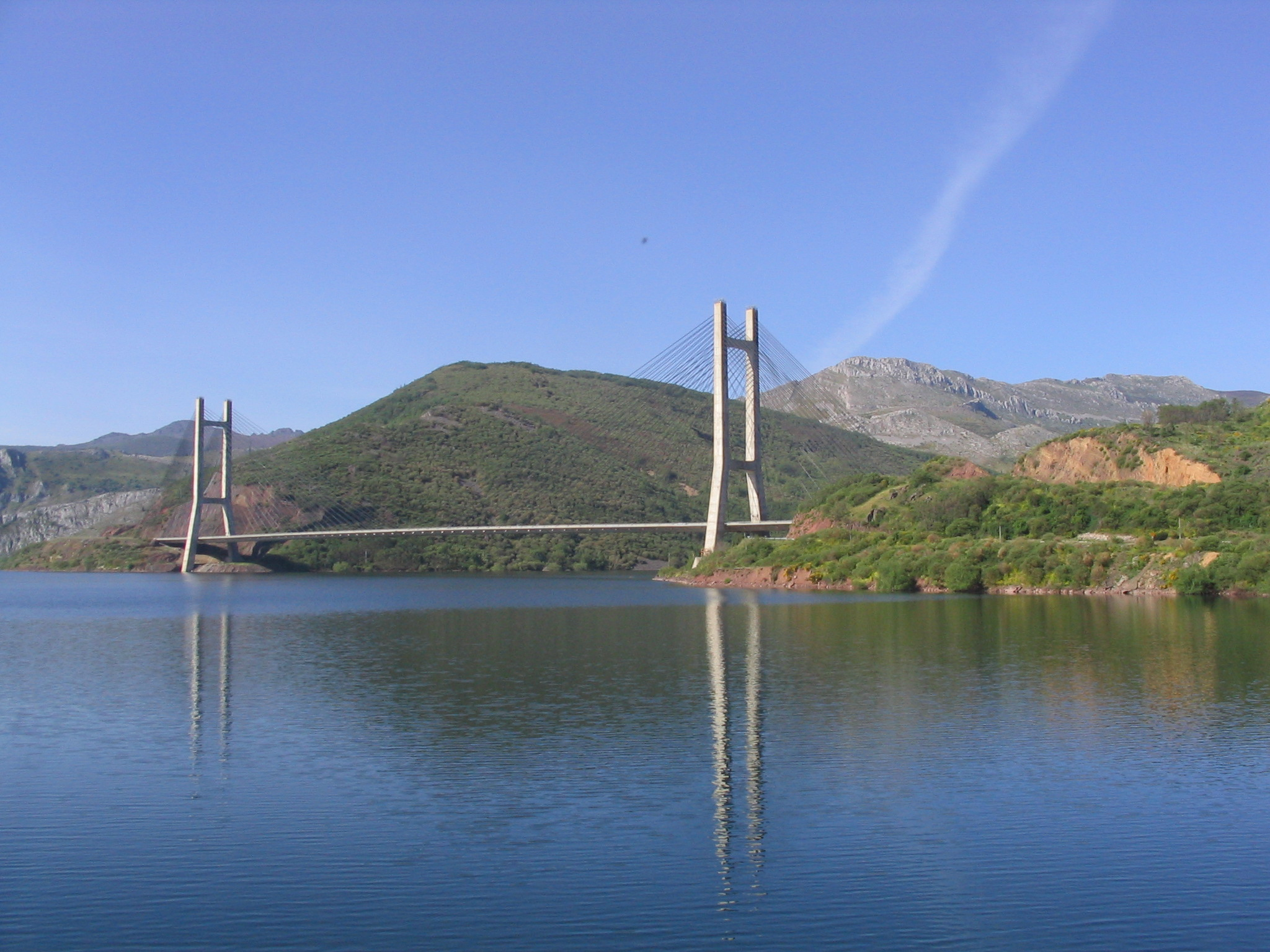
Pont ingénieur Carlos Fernández Casado, barrage à Los Barrios de Luna.
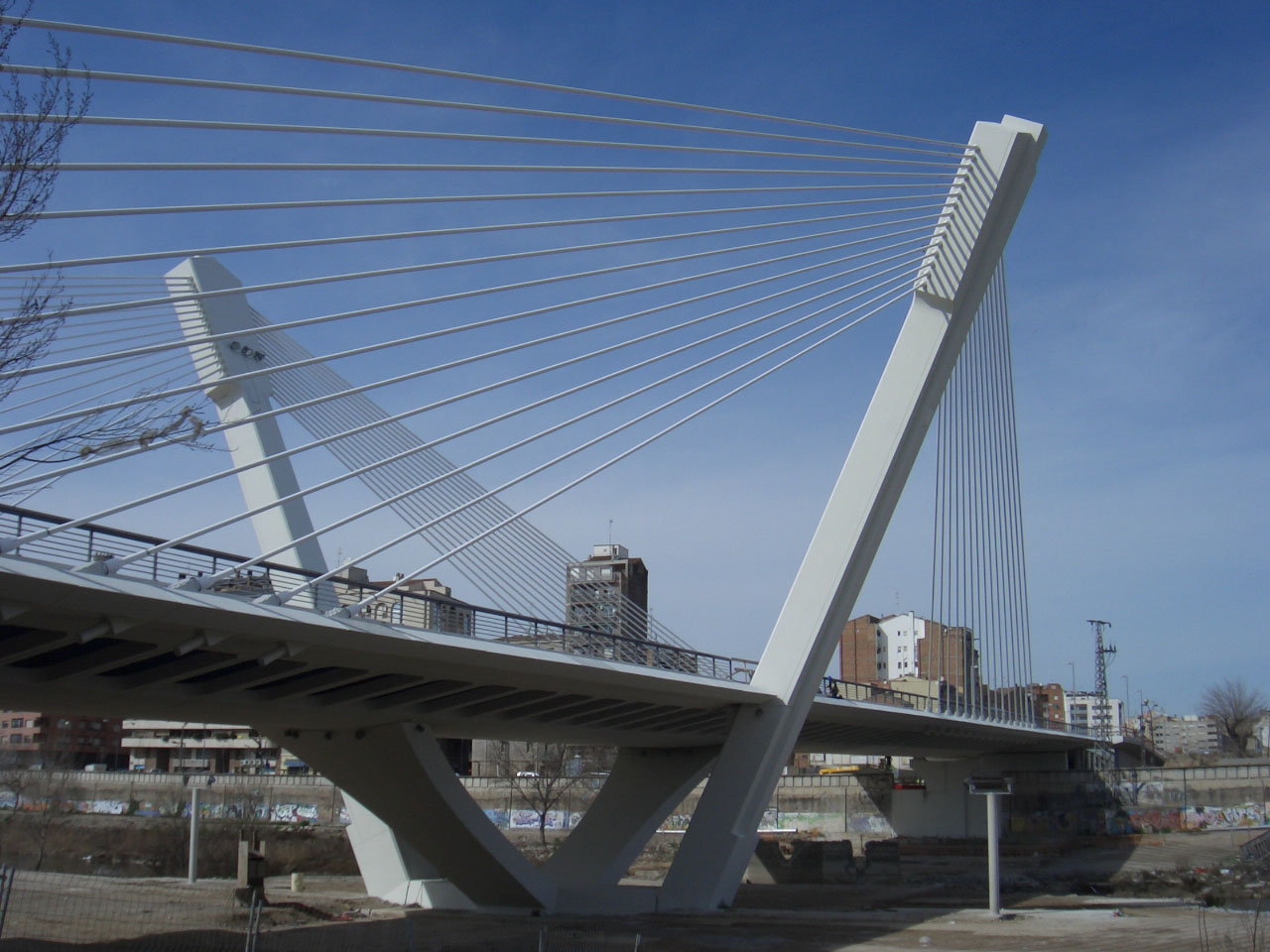
Pont Prince de Viana à Lérida.
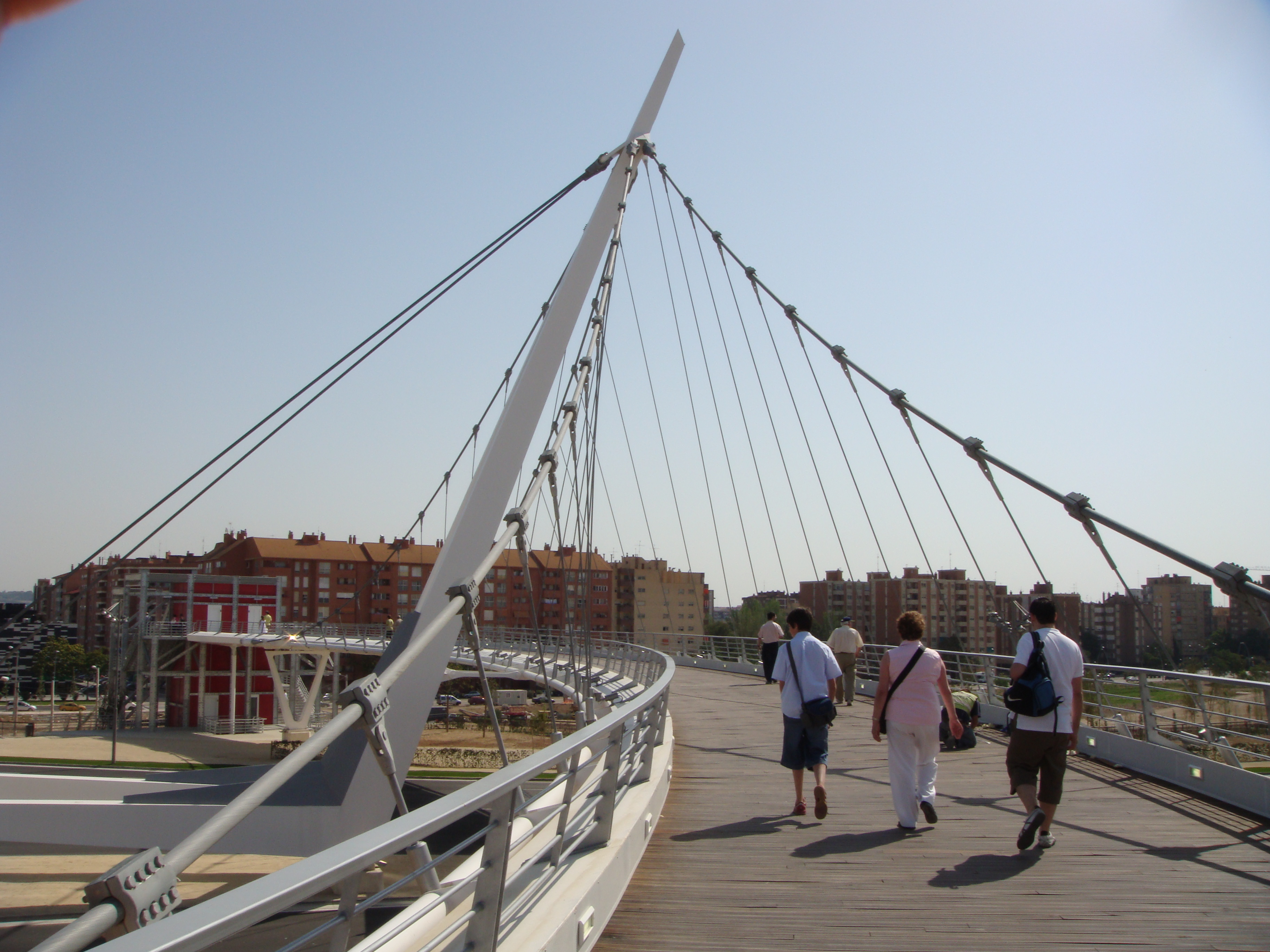
Pont des Volontaires à Saragosse.
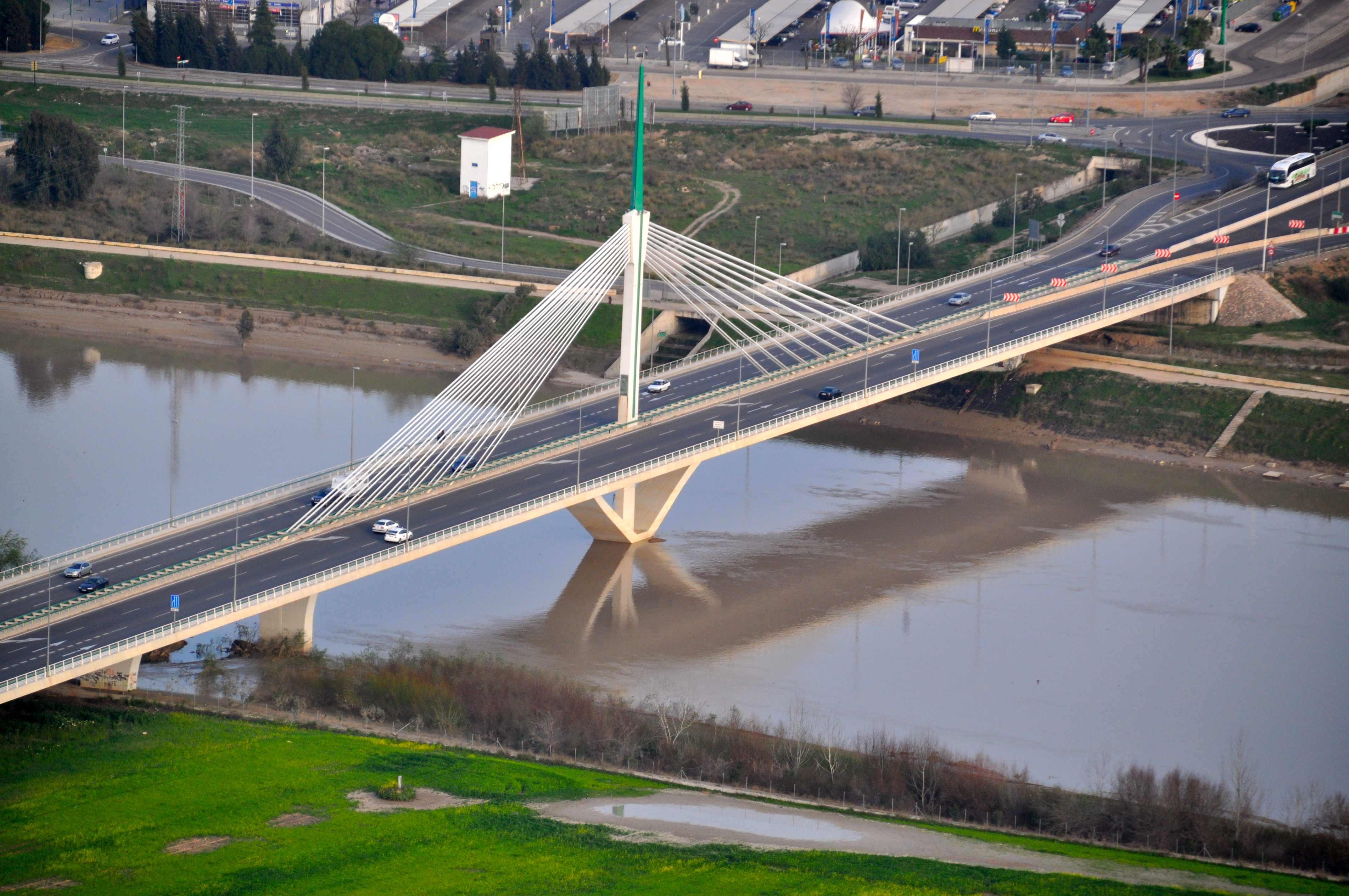
Pont d'Andalousie à Cordoue.
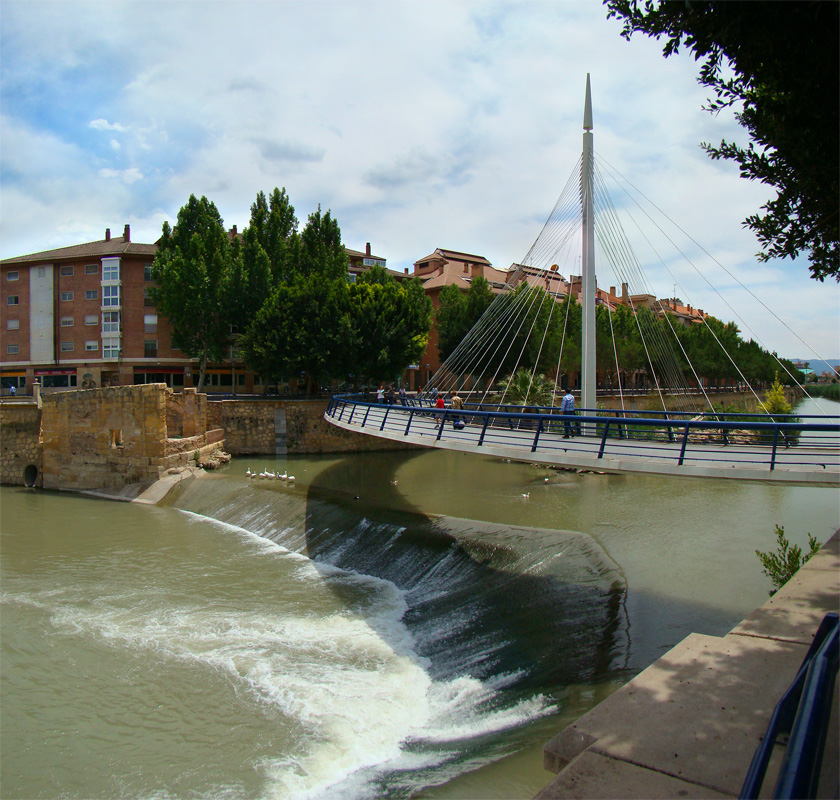
Passerelle del Malecón à Murcie.
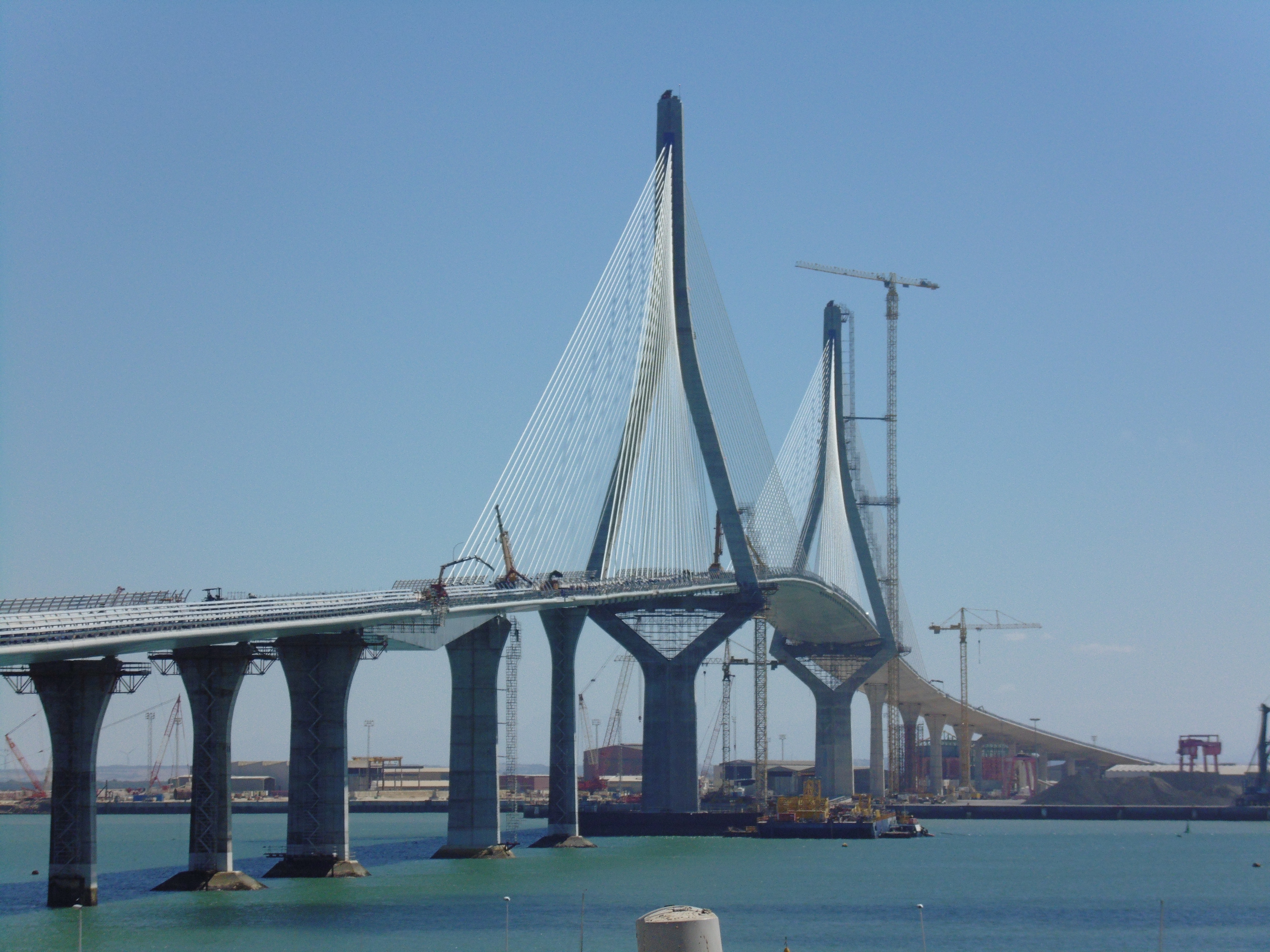
Pont de la Constitution de 1812, baie de Cadix, en cours de construction en août 2015.

## Distinctions
- Prix Prince de Viane
- Prix d'ingénierie du ministère de l'Équipement espagnol
- Médaille d'or du Círculo de Bellas Artes en 2010
- Prix Periodistas de Navarra 2016 (lire en ligne)